# Юлія Цвель
Юлія Цвель (нім. Julia Zwehl, 20 березня 1976) — німецька хокеїстка на траві.
Олімпійська чемпіонка 2004 року, учасниця 2000 року.
Срібна призерка Чемпіонату Європи 1999 року.
Переможниця Виклику чемпіонів 2003 року.
Срібна призерка Трофею чемпіонів 1997, 2000 років, бронзова призерка 1999 року.
Бронзова призерка Чемпіонату світу 1998 року.